# Santa Justa i Santa Rufina de Prats de Molló (capella)

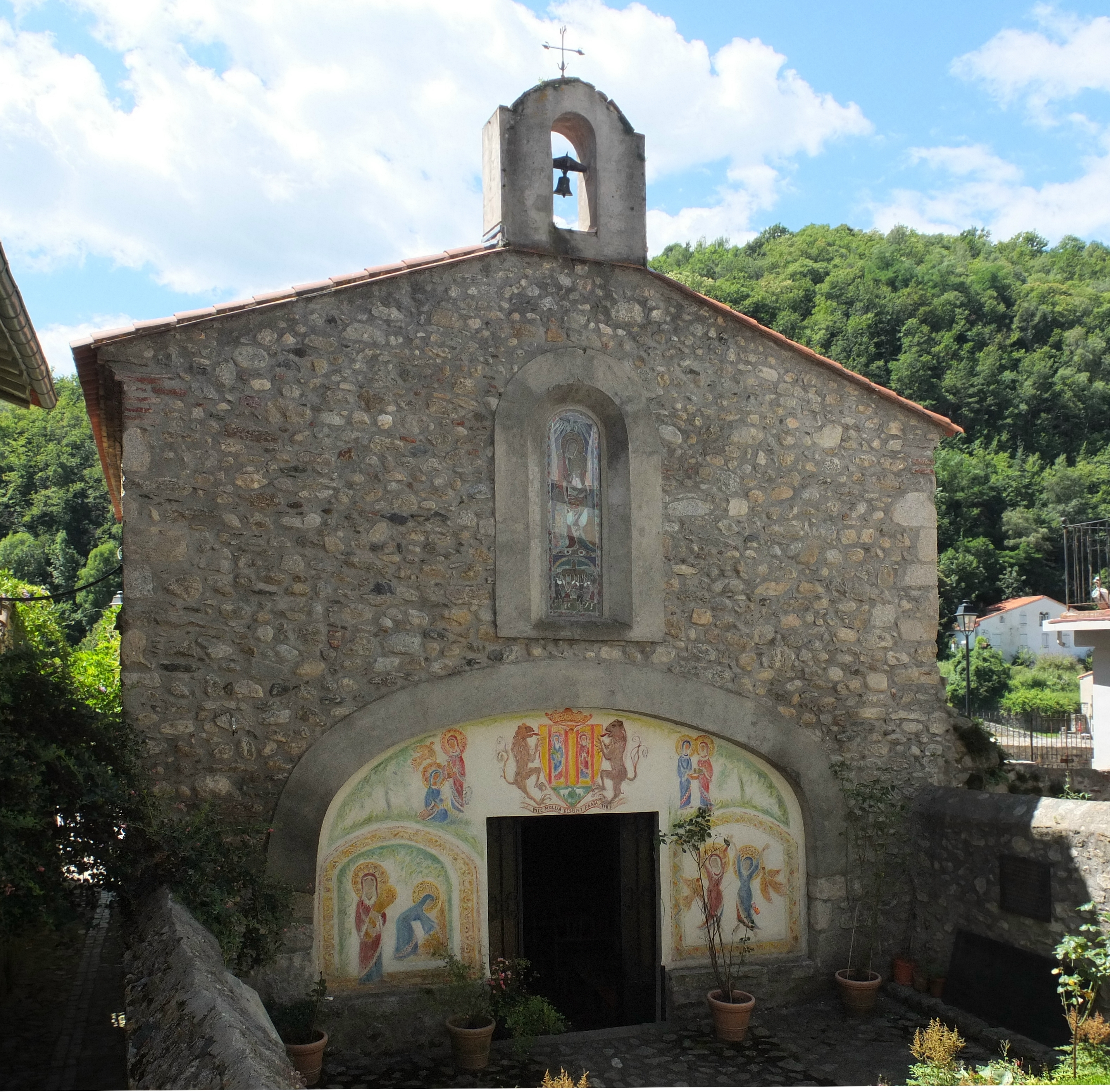
Façana septentrional de la capella

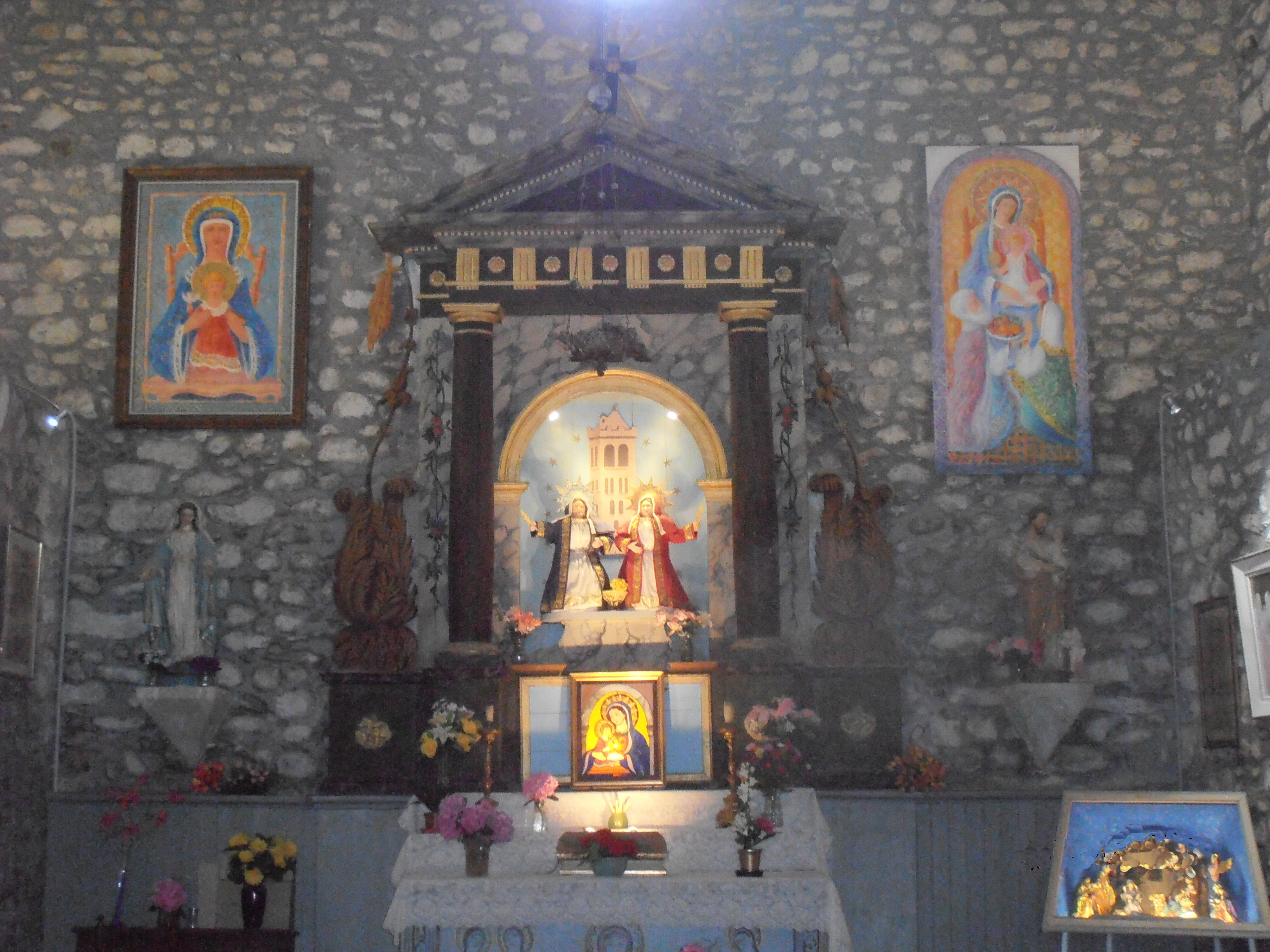
Interior de la capella

La capella de Santa Justa i Santa Rufina de Prats de Molló és una capella, amb la mateixa advocació que l'església parroquial de la vila, a la comuna de Prats de Molló i la Presta, de la comarca del Vallespir (Catalunya del Nord).
Està situada a l'extrem meridional de la vila vella de Prats de Molló, a la Vila Baixa.